# Cubitus (bande dessinée)
Cubitus (Dommel en néerlandais) est une série de bande dessinée franco-belge humoristique créée par Dupa en 1968 dans Tintin. 39 albums ont été publiés de 1972 à 2002 par Le Lombard. Après la mort de Dupa, survenue en 2000, les Éditions du Lombard ont confié la reprise de la série à Michel Rodrigue. Avec le scénariste Pierre Aucaigne de 2005 à 2011 et avec Erroc depuis 2012, Rodrigue réalise les Nouvelles Aventures de Cubitus.

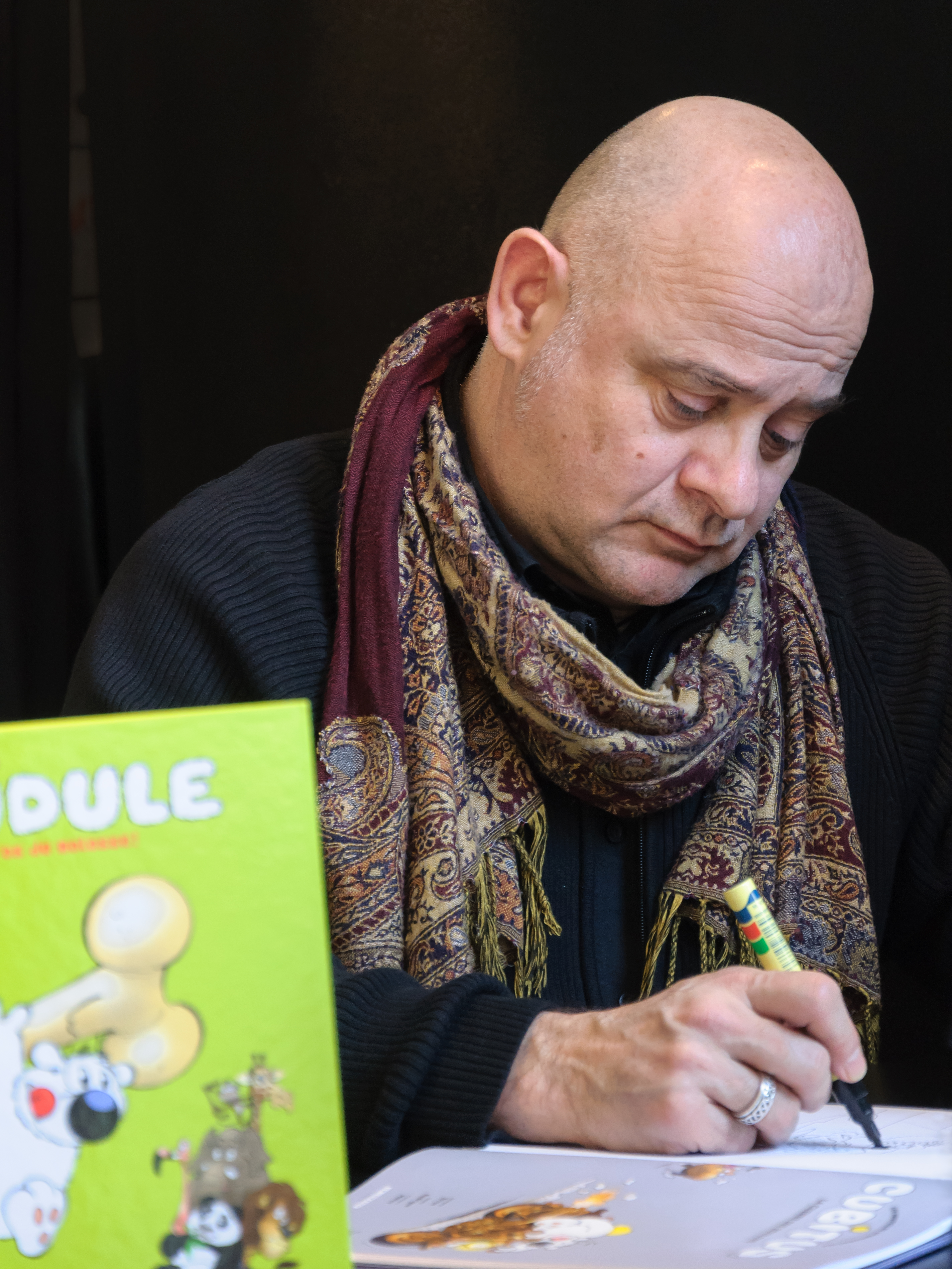
Le dessinateur Michel Rodrigue au festival international de la bande dessinée d'Angoulême 2013

## Synopsis
La série raconte les histoires de Cubitus, gros chien blanc débonnaire doué de parole. Cubitus vit dans une maison de banlieue avec son maître Sémaphore, marin à la retraite, et son voisin Sénéchal, son ennemi juré (bien qu'il arrive que ce dernier soit son meilleur ami ou son compagnon de route). Dans l'album Un chien peut en cacher un autre, le neveu de Cubitus (Bidule) fait son apparition dans la série et rencontre Sémaphore et Sénéchal.

Logo de la série.

## Les personnages

### Personnages principaux
- Cubitus : héros de la série, Cubi pour les intimes, c'est un chien blanc avec un sérieux embonpoint, une truffe noire et une queue jaune. Sémaphore l'a baptisé ainsi, en référence à l'os sur lequel Cubitus lui a fait pipi alors qu'il n'avait que quelques jours[1]. Étant d'abord un chien quadrupède aux poils tombant sur les yeux, Cubitus a fini par devenir plus anthropomorphique, se comportant presque entièrement comme un humain : il marche sur ses deux pattes arrière, possède des mains (qu'il met parfois dans les « poches » de sa fourrure), et peut faire tout ce qu'un humain est capable de faire. Ses passe-temps préférés sont manger, dormir et boxer Sénéchal.

- Sémaphore : marin à la retraite, Sem pour les intimes, et « maître » de Cubitus, même si la relation maître-chien est souvent inversée. Il a tenté une expérience d'inventeur, notamment dans les téléfilms de Cubitus.

- Sénéchal : chat noir et blanc, voisin et pire ennemi, punching-ball préféré, collègue ou parfois meilleur ami de Cubitus. À l'instar de Cubitus, Sénéchal marche sur ses quatre pattes dans les premiers tomes de la série.

- Bidule : personnage apparu dans Les Nouvelles Aventures de Cubitus, il est le neveu de ce dernier. À l'exception de sa queue qui est orange, il ressemble trait pour trait à son oncle. Ne s'exprime que par des gazouillis parfois traduits.

### Personnages récurrents
- Médor l'escargot : Médor est un escargot qui suit Cubitus pratiquement partout. Parfois quasiment invisible, il lui arrive de prendre la parole et parfois il fait partie intégrante du gag. Serait secrètement amoureux de Cubitus.

- Ventenpoupe : vieil ami de Sémaphore, margoulin qui aime s'incruster.

- Victor : ordinateur hypersophistiqué et omniscient, monté sur chenilles et possédant une antenne dont l’extrémité rappelle fortement la queue jaune de Cubitus, doué de la parole et de capacités d'analyse et de prémonitions extraordinaires et incapable de mentir ; Cubitus fait la connaissance de celui-ci au cours de l'album 14, Pas de salades, quand Victor est « oublié » par son ancien propriétaire lors d'un déménagement. Après plusieurs péripéties pour retrouver ledit propriétaire, Cubitus et Sémaphore finissent par l'adopter définitivement. À la fin de l'album, sa batterie étant vide, Cubitus range Victor sous une cloche de verre avec la mention : « En cas de cafard, brisez la glace ». Victor fait une réapparition dans l'album 28, Copain toutes catégories, dans lequel il se fait kidnapper[1].

- Manuel de Cotalos Y Mucho Gusto : fantôme d'un ancien pilote de course dont Sémaphore était un des plus grands fans étant enfant, sa voiture de prédilection était la Douze litres DeValpo. Las de hanter de vieux châteaux, il tombe littéralement amoureux de la moto de Sémaphore et décide de s'installer définitivement dans le side-car de celle-ci. Un fait très étonnant, sa présence est citée dans l'album 14 "Pas de salades", et il apparaît physiquement dans l'album 16 "Alerte au pédalosaure", pourtant on ne découvre son arrivée et donc son origine que dans l'album 18 "Tout en caressant Cubitus", soit 4 albums après sa citation, curiosité chronologique.

- Dupa : apparaît de manière anecdotique dans ses albums (et même en arrière-plan sur la couverture du t.30 Au poil près), à l'instar d'Alfred Hitchcock dans ses films ou d'Hergé dans Les Aventures de Tintin. Cependant, contrairement à ces deux derniers, il arrive à Dupa de participer au gag (généralement étalé sur plusieurs pages) en prenant la parole notamment.

- Marcellin : Jeune garçon, ami de Cubitus, on ne sait que peu de choses de lui. Marcellin serait le neveu de Sémaphore car il l'appelle « Tonton »[2]. Marcellin apparaît surtout dans le tome 1 Cubitus du meilleur tonneau, fait une ou deux apparitions peu après mais finit par disparaître complètement de la série.

- Isidore : personnage mystérieux, apparemment connu et adoré de tous, mais dont Cubitus n'arrive jamais à voir le visage (n'apparaît que dans un seul album) [3].

- Helmut : nain grincheux vivant dans le jardin de Cubitus. Il espère désepérément trouver une naine de jardin (qu'il rencontrera par la suite). Apparaît pour la première fois dans Les Nouvelles Aventures de Cubitus.
- Ursula : c'est la naine de jardin qu'Helmut aime, ce qui rend la brutalité verbale de ce dernier à son égard un peu paradoxale. Elle se dispute souvent avec ce dernier. Apparaît pour la première fois dans Les Nouvelles Aventures de Cubitus. Elle est discrète, romantique et un peu niaise.
- Un petit canari jaune : ce petit canari jaune, dont on ne connaît pas le nom, accompagne Cubitus au début de ses aventures pour finir par disparaître. À l'instar de Médor l'escargot, il est assez discret mais prend de temps en temps la parole[3].
- Miss Badmington : Apparaît dans 3 tomes des Nouvelles Aventures de Cubitus seulement et dans le tome hors série Cubitus fait son cinéma. Elle essaye désespérément d'aller à son rendez-vous à la piscine. Sans grand succès...

- Polo et Jean-Marie : deux amis de Sémaphore qui chassent ensemble depuis vingt ans.

- Une femme rencontrée sur internet : une femme que Sémaphore a rencontrée sur internet ; ils ont dialogué ensemble pendant 18 mois.

### Objets récurrents
- La niche de Cubitus : en apparence, Cubitus vit dans une niche rose à toit rouge tout ce qu'il y a de plus banal (si l'on excepte la petite cheminée sur le toit) ; mais l'intérieur est bien différent de ce que laisse entrevoir l'extérieur, elle est en effet incroyablement spacieuse et dotée de sa propre salle de bains, d'une fontaine, d'un grand lit à baldaquin notamment[3]. Elle abrite même les chutes du Niagara. À noter que dans les dessins animés tirés des aventures de Cubitus (cf. plus bas), l'intérieur de la niche est beaucoup plus proche de la taille d'une niche normale.

- L’édredon de Cubitus : gros coussin rouge hyper-moelleux (tellement moelleux que, selon les dires de Cubitus, Elizabeth Taylor lui aurait promis toute sa fortune en échange mais qu'il a refusée[4]) sur lequel Cubitus passe son temps à « roupiller ». Pour rien au monde, il ne voudrait s'en séparer.

- La moto(cyclette) de Sémaphore : appelée « Titine » par Sémaphore et plutôt qualifiée de « monstre » par Cubitus, cette moto est présente dans chaque album, si ce n'est dans une grande partie des planches de Dupa. Motocyclette jaune-orange à side-car, elle est le cauchemar de Cubitus qui a horreur de s'asseoir dans le side-car et qui fait tout pour la saboter (comme mettre du sucre dans le réservoir) ou pour la vendre. Son side-car est hanté par le sympathique ectoplasme Manuel de Cotalos Y Mucho Gusto et elle a plusieurs fois connu le sinistre total[5].

- La collection d'os de Cubitus : quoi de plus normal pour un chien que de posséder et de grignoter un os de temps en temps ? Mais Cubitus en possède des centaines, voire des milliers (leur nombre est hautement incertain), jonchant le sol de la maison de Sémaphore (de la cave au grenier, en passant par le frigo) et de la niche de Cubitus ou bien enterrés dans le jardin.

## Publications

### Périodiques
- Cubitus, dans Tintin, 1968-1988. Plus de 850 gags ou récits courts et quatre histoires à suivre (Alerte au pédalosaure, 1975 ; La Corrida des hippopotames casqués, 1978 ; Cubitus et la boîte qui parle, 1983 ; Pas de salade, 1985).
- Cubitus, dans Tintin Sélection, 1968-1978. Une vingtaine de récits courts.
- Cubitus, dans Hello Bédé, 1989-1993. Environ 180 gags ou récits courts et deux histoire à suivre (Cubitus et l'esprit égaré, 1989 ; Copains toutes catégories, 1992-3).
- Cubitus, dans Télé Loisirs. Publication d'une planche hebdomadaire, en dernière page du magazine, durant les années 1980, 1990 et 2000.
- Magazine Cubitus, revue bimestrielle arrêtée après 6 numéros, entre décembre 1989 et octobre 1990[6].

### Albums par Dupa

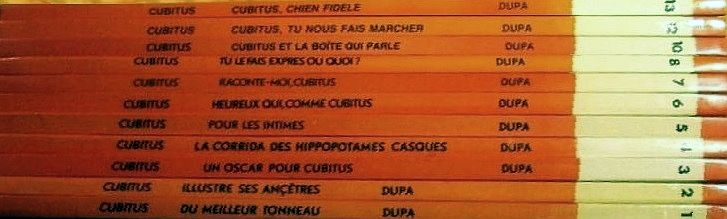
Cubitus de 1 à 14.

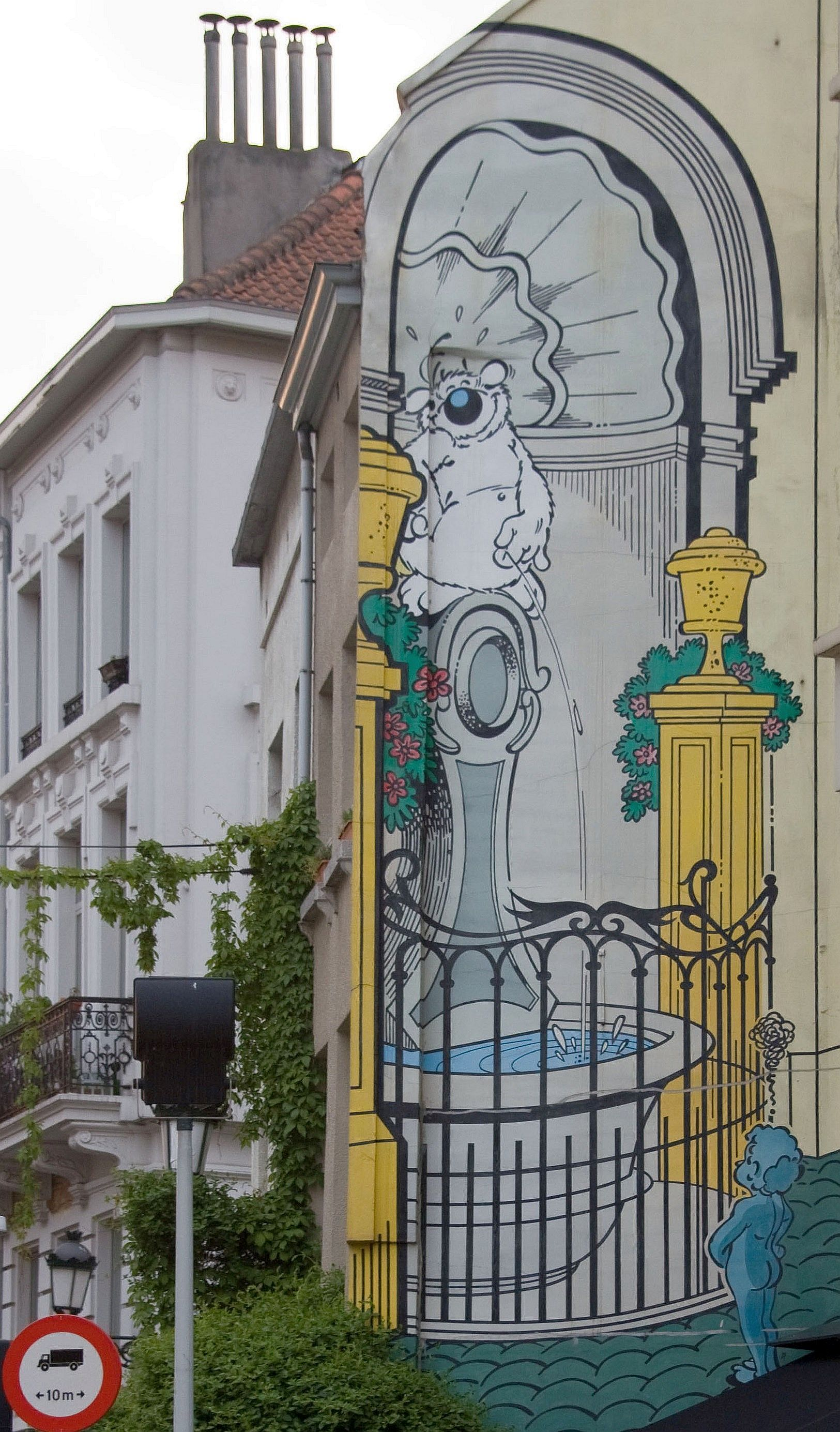
Cubitus prend momentanément la place du Manneken-Pis pour se soulager la vessie. Peinture murale, rue de Flandre, à Bruxelles.

- Première série, publiée par Dargaud (France) et Le Lombard (Belgique) :

1. Cubitus du meilleur tonneau, collection « Vedette » no 14, 1972.
2. Un oscar pour Cubitus, collection « Vedette » no 18, 1972.
3. Cubitus 3eservice, collection « Vedette » no 26, 1974.
4. Tout en caressant Cubitus, 1975.
5. Cubitus chien sans souci..., collection « Jeune Europe » no 108, 1976.
6. Alerte au pédalosaure, collection « Jeune Europe » no 112, 1977.

- Série actuelle, publiée aux Éditions du Lombard.

1. Cubitus du meilleur tonneau, 1977. Reprise du premier album et d'une partie du deuxième de la première série.
2. Cubitus illustre ses ancêtres, 1977.
3. Un oscar pour Cubitus, 1978[7]. Reprise du troisième album et d'une partie du deuxième de la première série.
4. La Corrida des hippopotames casqués, 1979[8].
5. Cubitus pour les intimes, 1980
6. Heureux qui, comme Cubitus, 1981
7. Raconte-moi, Cubitus, 1982
8. Tu le fais exprès, ou quoi ?!?, 1983
9. L'Ami ne fait pas le moine, 1984
10. Cubitus et la boîte qui parle, 1984
11. Chien sans souci, 1985. Reprise du cinquième album de la première série.
12. Tu nous fais marcher, 1985.
13. Chien fidèle, 1986.
14. Pas de salades, 1986.
15. Est-ce bien sérieux ?, 1987.
16. Alerte au pédalosaure, 1987. Reprise du sixième album de la première série.
17. Quand tu nous tiens, 1988.
18. Tout en caressant, 1988. Reprise du quatrième album de la première série.
19. Remets-nous ça !, 1989.
20. Toujours avec deux sucres, 1989.
21. L'Esprit égaré, 1989.
22. Les Enquêtes de l'inspecteur Cubitus, 1990.
23. Donne la belle papatte, 1990.
24. Tout ça, c'est des histoires, 1991.
25. Cubitus, chien sans accroc, 1991.
26. Cubitus se met au vert, 1992.
27. Chat, ch'est du chien !, 1992.
28. Copain toutes catégories, 1993.
29. Cubitus fait toujours le beau, 1993.
30. Au poil près, 1994.
31. Cubitus et les cumulus de Romulus, 1994.
32. Mon chien quotidien, 1995.
33. Un bouquet garni pour Cubitus, 1996.
34. Chien indispensable, 1997.
35. L'Héritage du Pastaga, 1998.
36. Cubitus ne mord jamais, 1999.
37. Si tous les gags du monde..., 2000.
38. Ça n'arrive qu'à toi..., 2001. Album posthume.
39. Tu te la coules douce..., 2002. Album posthume.

### Les Nouvelles Aventures de Cubitus
H.S. Cubitus fait son cinéma !, 2011
1. En avant toute !, 2005.
2. Un chien peut en cacher un autre, 2006.
3. En haut de la vague !, 2007.
4. Tous des héros !, 2008.
5. La Truffe dans le Guidon !, 2009.
6. Mon chien à moi !, 2010.
7. Le Chat du radin, 2012.
8. La Guerre des boulons, 2013.
9. L'École des chiens, 2014.
10. Cubitus a tout inventé!, 2015.
11. Super-Héros !, 2016.
12. Vu à la télé !, 2017.
13. À la poursuite du crayon fétiche !, 2018.

## Analyse
La plupart des albums regroupent des gags d'une page, chaque gag possédant son propre titre. Certains albums regroupent une série d'histoires courtes de plusieurs pages (Les enquêtes de l'inspecteur Cubitus, Cubitus se met au vert) ou une seule histoire longue (Alerte au pédalosaure, Cubitus et la boîte qui parle, Pas de salades, L'héritage du Pastaga, Copain toutes catégories, La Corrida des hippopotames casqués).
Comme six albums sont parus dans diverses collections du Lombard avant que Cubitus ait obtenu sa propre série, les numéros des albums de la série actuelle ne correspondent pas forcément à l'ordre chronologique de parution des planches. Ainsi, ce n'est qu'en 1985, 1987 et 1988 qu'ont été réédités Chien sans souci… (1976), Alerte au Pédalosaure (1977) et Tout en caressant Cubitus (1975).
Une des caractéristiques intéressantes de Cubitus est qu'il a conscience d'être un personnage de BD ou plutôt un héros de BD. Il connaît également très bien son créateur, auquel il reproche la plupart du temps toutes les avanies qu'il subit au cours de ses aventures avec des expressions du type : « Dupa, tu me paieras ça ! », ou encore : « On me dupa ! »
L'humour, le style de dessin et l'univers ressemblent beaucoup à celui d'Achille Talon dessiné par Greg, avec qui Dupa a collaboré à plusieurs reprises. Nous retrouvons en effet le même environnement, le même pavillon de banlieue, et les mêmes antagonismes : le trio Cubitus-Sémaphore-Sénéchal pouvant rappeler Achille Talon-papa Talon-Lefuneste.

### Clins d'œil
Au travers de ses histoires, Dupa rend hommage à d'autres séries de bande dessinée, pour la plupart éditées aux éditions du Lombard :
- Blake et Mortimer [9]
- Clifton
- Ric Hochet [10]
- L'Élève Ducobu
- Boule et Bill
- Léonard

Le neuvième album, L'Ami ne fait pas le moine, est entièrement consacré à des parodies de bandes dessinées célèbres.
Dans les nouvelles aventures, l'hommage aux héros de bande dessinée est toujours présent, mais apparaissent également les hommages à des duos comiques, amis de Pierre Aucaigne, tels Shirley & Dino ou les Frères Taloche. Apparaissent également des parodies de grandes références de la culture populaire tels Star Wars, Le Seigneur des anneaux ou Harry Potter.

## Dérivés

### Dessins animés
- Le studio Belvision a produit un court métrage d'après Cubitus dans les années 1970, en 1977 [réf. nécessaire].
- La bande dessinée a été adaptée par des studios japonais en une série animée d'une centaine d'épisodes, le titre originel étant Don-don Domeru to Ron.

### Déclinaison
Outre les bandes dessinées et les dessins animés, Cubitus a été décliné sous forme de figurines, de timbres, de peluches ou bien encore de pogs. Il a également servi d'effigie pour la bonne cause, sous forme d'illustration pour post-it et pour magnet (en 2005 et 2006, dans le cadre de l'opération Cap 48 pour ce dernier type).